# André Steiner (photographe)
Pour les articles homonymes, voir André Steiner (homonymie) et Steiner.

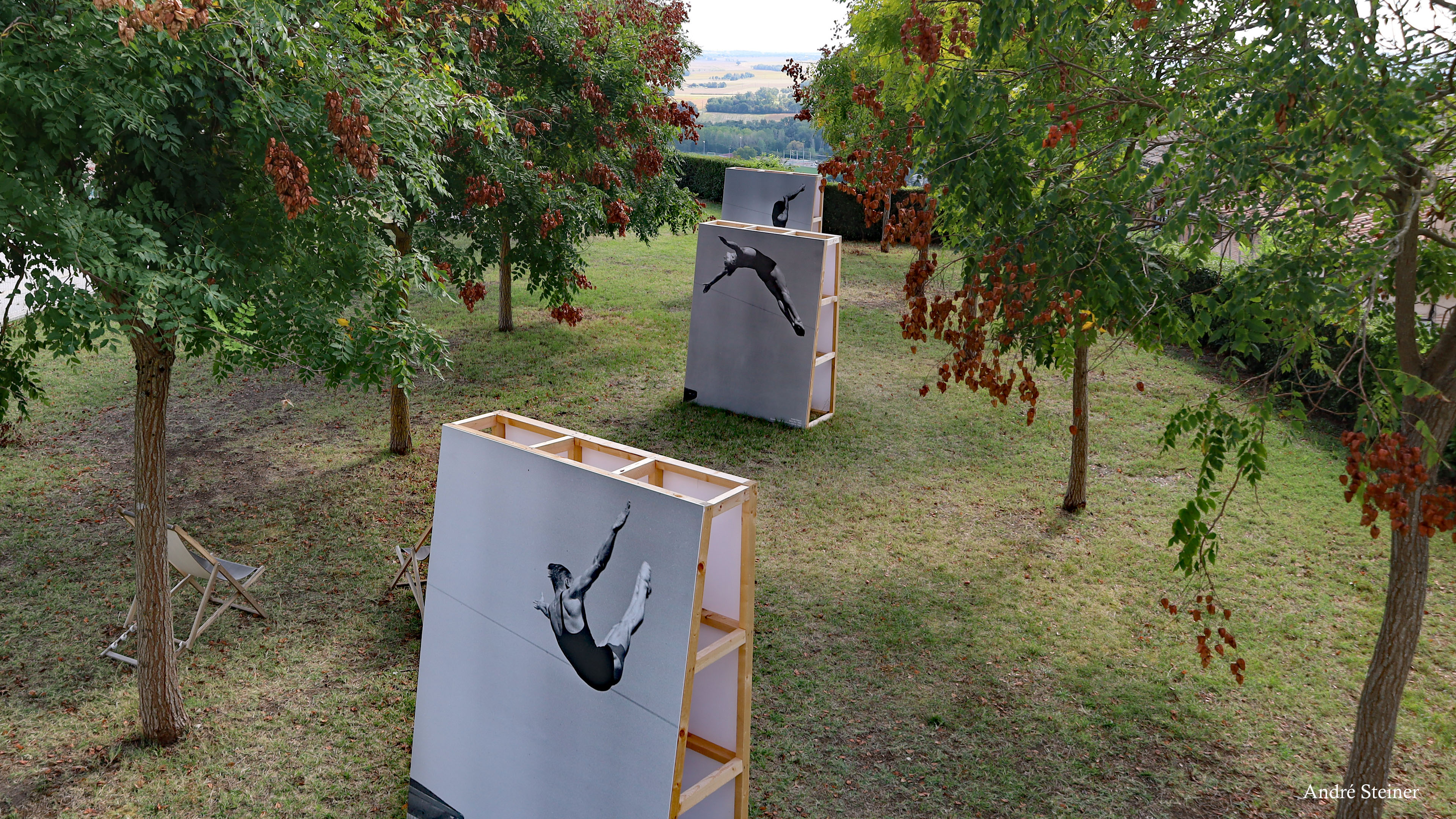
Expo Lectoure 2023.

André Steiner, né le 9 décembre 1901 à Miháld (Autriche-Hongrie) et mort le 29 septembre 1978 dans le 6e arrondissement de Paris, est un photographe français.

## Biographie
André Steiner, juif hongrois, après une formation d'ingénieur, s'installe à Paris et devient photographe.

## Expositions
- Multimedia Art Museum, Moscou, 27 février 2014-20 avril 2014[3]
- Musée d'Art et d'Histoire du Judaïsme, Paris, 16 mai 2024-22 septembre 2024[4]